# Issancourt-et-Rumel
Issancourt-et-Rumel è un comune francese di 426 abitanti situato nel dipartimento delle Ardenne nella regione del Grand Est.

## Società

### Evoluzione demografica
Abitanti censiti